# Piercing

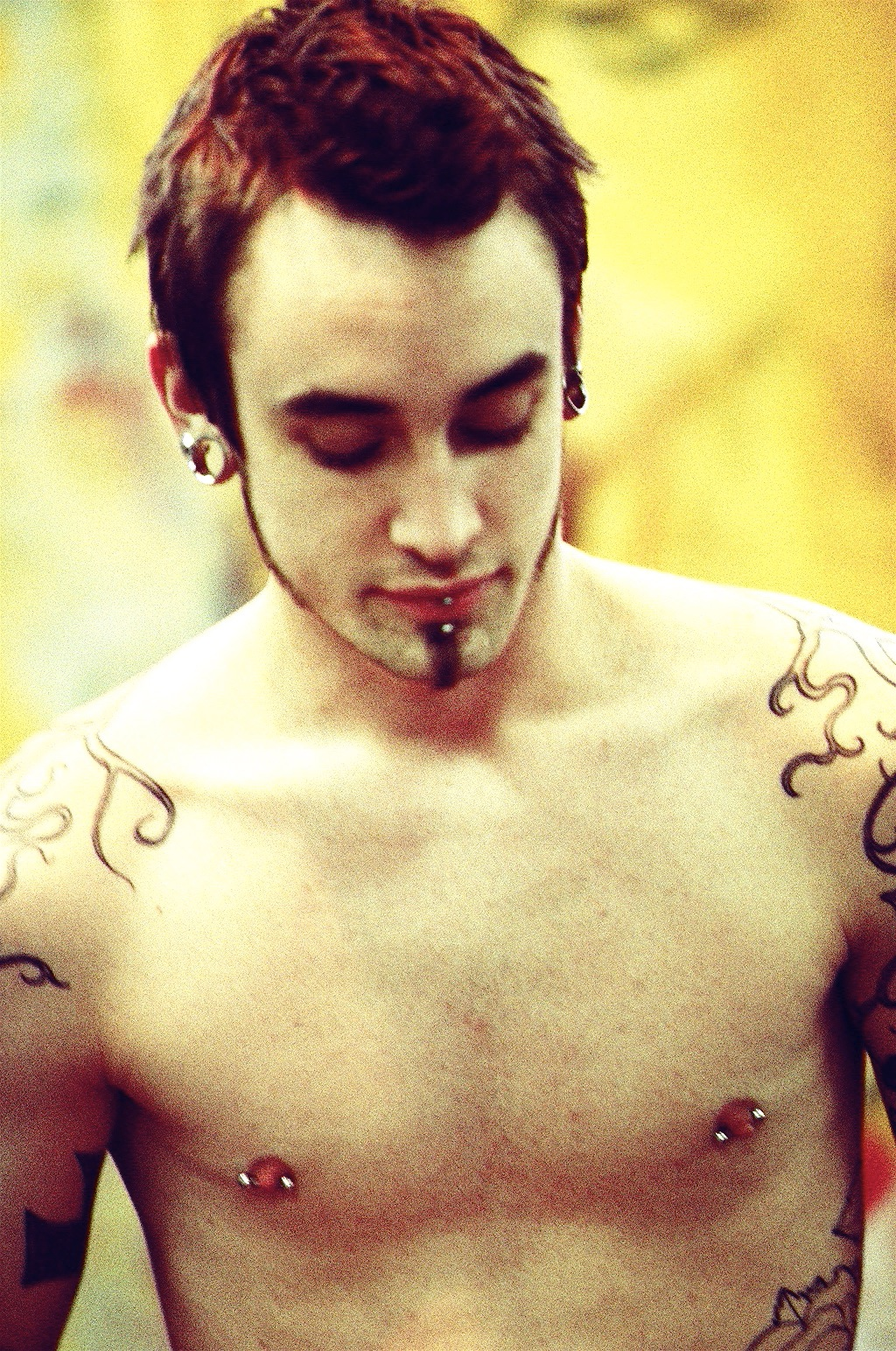
Perforado de tetilla, perforado labial y dilatadores en la oreja.

Piercing (anglicismo, gerundio del verbo to pierce: 'agujerear', 'perforar', 'atravesar'), adaptada al español como pirsin, es la práctica de perforar una parte del cuerpo humano para insertar aretes u otras piezas de joyería. Estas perforaciones son una forma de modificación corporal y reflejan tanto valores culturales, como religiosos, y además parte de la moda, erotismo, gustos personales o identificación con una subcultura. 
Se debe identificar claramente al piercing de origen étnico y tradicional de las culturas que continúan realizando esta práctica de las modas occidentales que carecen de un sentido tradicional o folclórico y que son originadas en la marginación cultural que en su opuesto la tradición primitiva.
En la historia occidental tradicionalmente solo se practicaba a las mujeres un único agujero en el lóbulo inferior de cada oreja desde pequeñas para toda su vida, a fin de poder lucir pendientes o aretes; sin embargo, en otras culturas del mundo, de la antigüedad y en la misma cultura occidental en el siglo XXI, también se perforan varias otras partes del cuerpo en ambos sexos.
Si es un piercing facial, especialmente en la nariz, se recomienda no sacárselo hasta después de la cicatrización ya que se puede infectar y causar problemas de la entrada y salida del aire en las fosas nasales.

## Historia

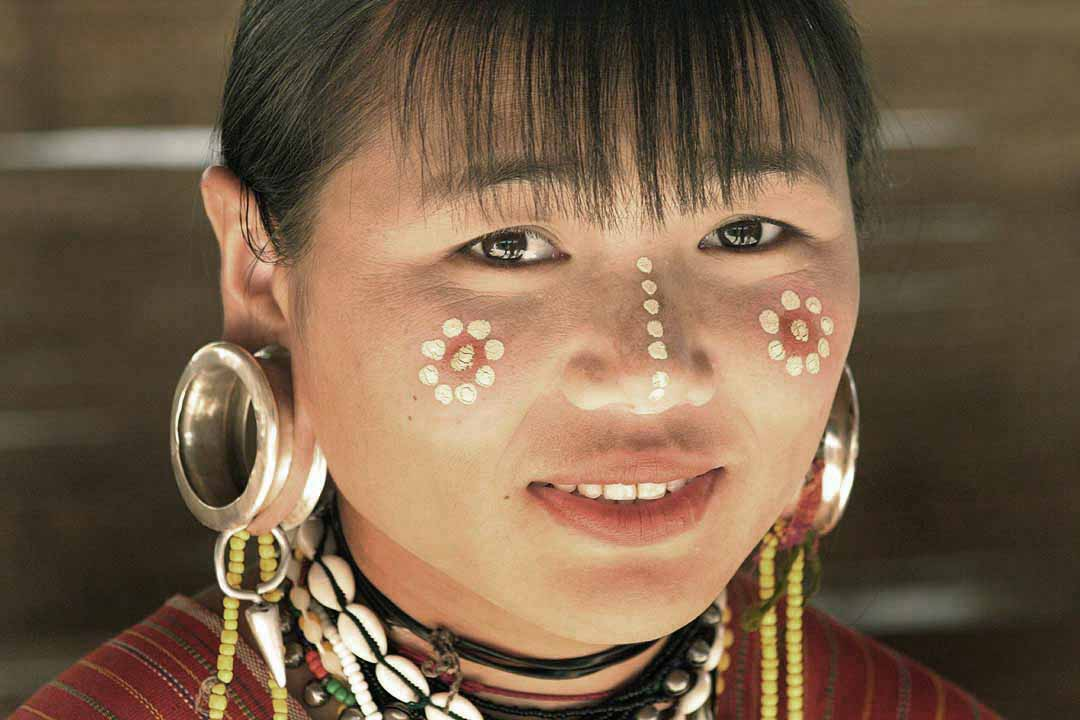
Mujer tailandesa con el pendiente

Las diferentes culturas del mundo, a veces desconocidas por las sociedades occidentales, son la cuna de esta práctica, el perforado, como rito o señal de pertenencia a una u otra tribu, o a veces para indicar que una persona ya es madura. 

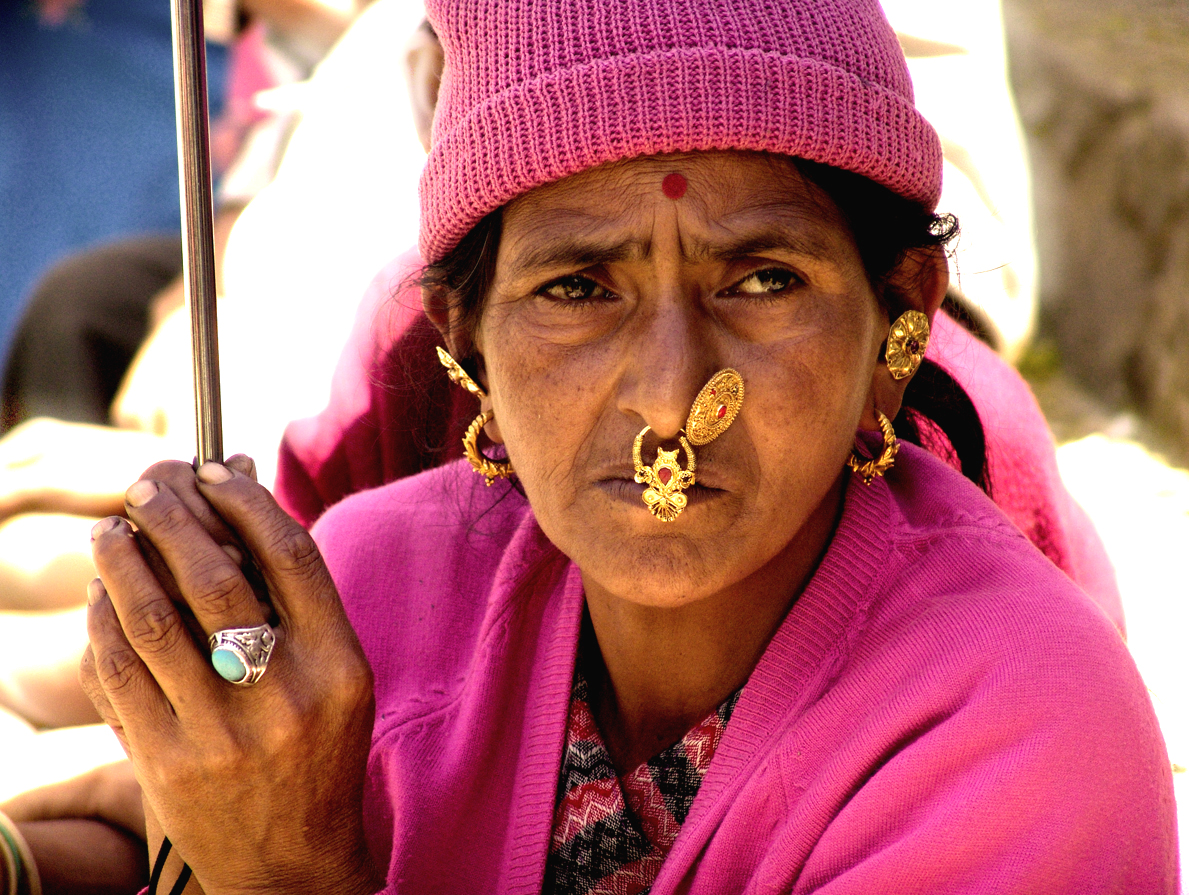
Mujer de Hyderabad, la India

Los esquimales son los que originariamente emplearon los perforados de nombre labrets, que en su mundo se practicaba en los jóvenes que pasaban de ser niños a adultos responsables con cualidades y actitudes ya para salir a cazar con sus mayores. Otro de los orígenes de la perforación corporal está en las tribus mursi y masái, en concreto en la población femenina, que deforman su cavidad bucal con discos para aumentar de tamaño la boca y alargan sus lóbulos llevando unos carretes metálicos de gran tamaño.
Actualmente, algunas tribus han heredado dicha práctica de antaño. Los guerreros Potok portan en su boca un disco labial y se atraviesan el tabique nasal con una hoja de árbol. Las mujeres de Nueva Guinea atraviesan con una espina de pez las aletas nasales y el tabique, mientras que los hombres llevan en el tabique dientes de pez. Las mujeres Tinglit se agujerean su cuerpo como muestra de paso de la pubertad a una madurez en todos los sentidos, pero sobre todo sexual.
Y antiguamente, las tribus Sioux, hacían a los jóvenes someterse a una prueba consistente en perforarse el pecho con garfios colgándose con cuerdas a un árbol hasta lacerar la piel, de esta forma demostraban que estaban preparados para ser guerreros. 
Los antiguos mayas practicaban el perforado perforando el labio, nariz y orejas con las joyas más caras que podían permitirse y los indios Cashinawa se perforaban la nariz para insertarse plumas de colores que indicaban su rango y su madurez.

## Sobre la perforación

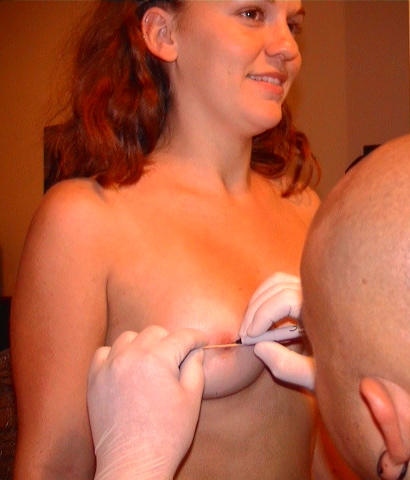
Preparación para la perforación: marcar algo

Para colocar el perforado, primero se marca con un bolígrafo especial, el lugar a perforar, luego se pasa a perforar con la aguja. Según el lugar, el proceso puede variar.
En algunos centros, usan algún tipo de anestesia local durante el proceso, que puede ser desde hielo, hasta pulverizaciones de líquidos, como la benzocaína, aunque estas anestesias son, a veces, completamente inútiles, pues en caso de una mala realización la anestesia que estos ofrecen actúa a nivel cutáneo y el cliente seguirá sintiendo dolor. Suele hacerse con aquellas partes del cuerpo en la que se registra más sensibilidad, como labios o lengua. Es peligroso tomar una aspirina o cualquier otro analgésico previo a la perforación, ya que todos suelen afectar a la coagulación de la sangre, por lo que el agujero tardará bastante más en curar. Generalmente, hacerse un perforado no duele de forma excesiva o insoportable, ya que es un solo momento de dolor.

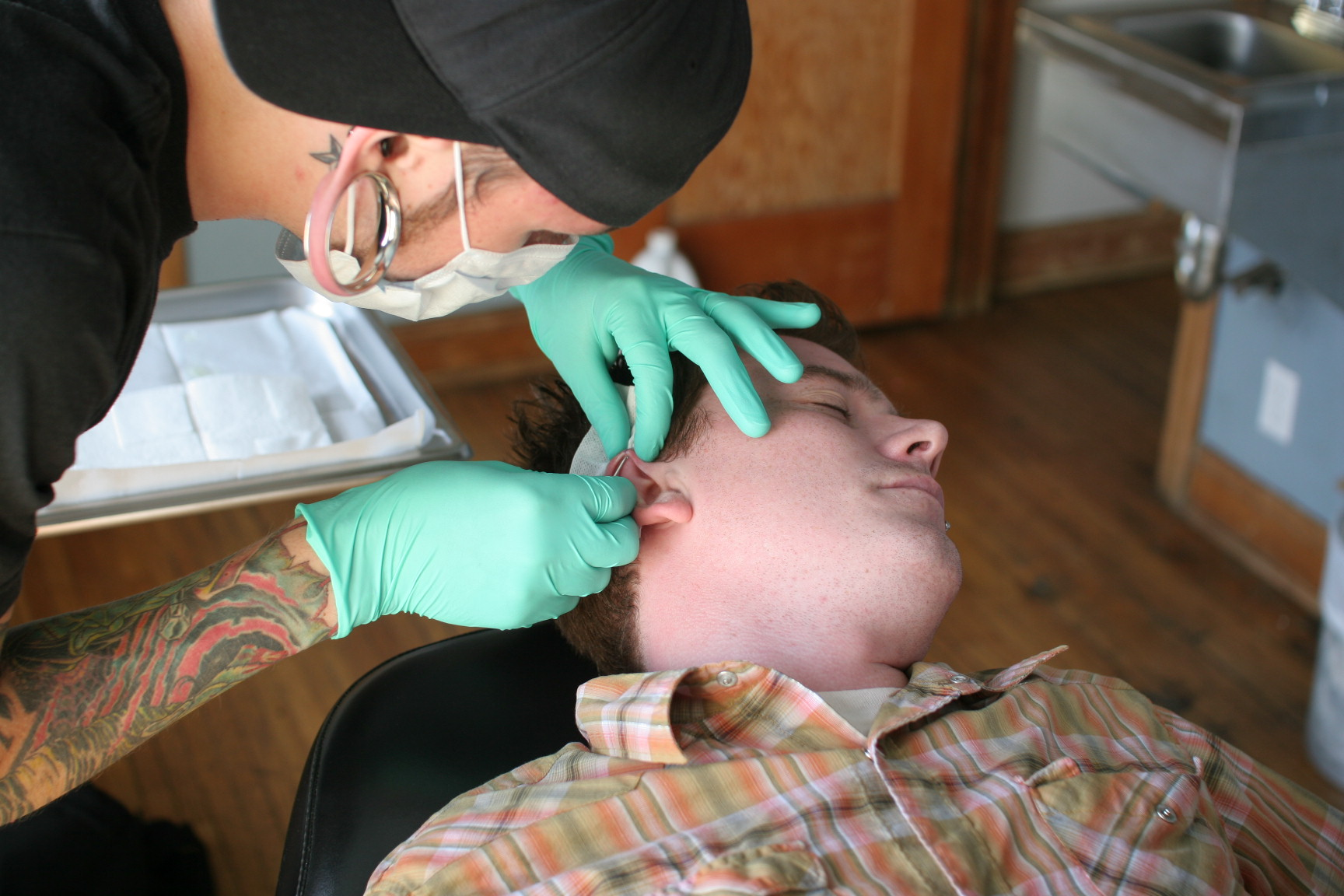
Perforación

La perforación consiste en la implantación, generalmente decorativa o ritual, de un pendiente en diferentes partes del cuerpo. Para su realización se lleva a cabo una pequeña perforación con una aguja especial (llamada cánula o catéter) en la zona deseada de la anatomía, luego, se procede a introducir el pendiente en la cavidad efectuada con dicha aguja.
En el momento de realizarse un perforado, los clientes suelen tener en cuenta el material, ya que siempre debe estar esterilizado, para prevenir infecciones.
Las joyas que se van a implantar, deben ser de titanio, acero quirúrgico u oro de 14 o 18 quilates En la primera implantación, solo se pone titanio, porque es antibacteriano. En los posteriores cambios de perforado ya es posible ponerse cualquier otro tipo de metal. Estos han de estar esterilizados y guardados en bolsas o recipientes estériles hasta su uso, y ser aptos para su uso como perforados.
Quien hace la perforación lo debe hacer con guantes de tipo quirúrgico, nuevos y no debe tocar nada que no sea material esterilizado previamente, de igual forma, no debe fumar dentro del estudio de perforación. 
A sí mismo, la piel debe estar limpia y desinfectada antes de perforarse.
También hay que tener en cuenta que si se ha tenido infecciones producto de la colocación del perforado anteriormente, probablemente vuelva a ocurrir la próxima vez.

## Cicatrización de la perforación
Después de realizado el perforado, la persona no debe exponerse a baños prolongados de piscina o bañeras de hidromasaje durante los dos primeros meses. Exponerse al sol también es perjudicial, ya que los rayos ultravioletas no son beneficiosos para la desinfección de la piel perforada y no favorecen a la cicatrización.
Los aros deben limpiarse bien durante el periodo de curación y con las manos lavadas con jabón neutro antes de tocarlo.
Dependiendo del lugar de ubicación del perforado, el proceso de curación tarda entre cuatro y ocho semanas.

### Tiempo de cicatrización
- Cartílago de la oreja, de 26 a 52 semanas.
- Lóbulo, de 6 a 8 semanas.
- Ceja, de 6 a 8 semanas. El entrecejo suele tardar más en cicatrizar que los laterales de la ceja.
- Fosas nasales, de 6 a 8 semanas. El septum suele tardar menos y el puente nasal suele tardar algo más que el cartílago.
- Ombligo y barriga, de 2 meses a 1 año o hasta 1 año y medio (varía de persona a persona).
- Labios y alrededor, de 4 a 5 semanas rara vez hasta 2 meses.
- Lengua, Unas 4 semanas
- Frenillos bucales (labio superior e inferior), a partir de un mes, aunque suelen tardar menos.
- Tragus, de 10 a 12 semanas.

## Estilos de perforaciones

### Piercingsen la cara

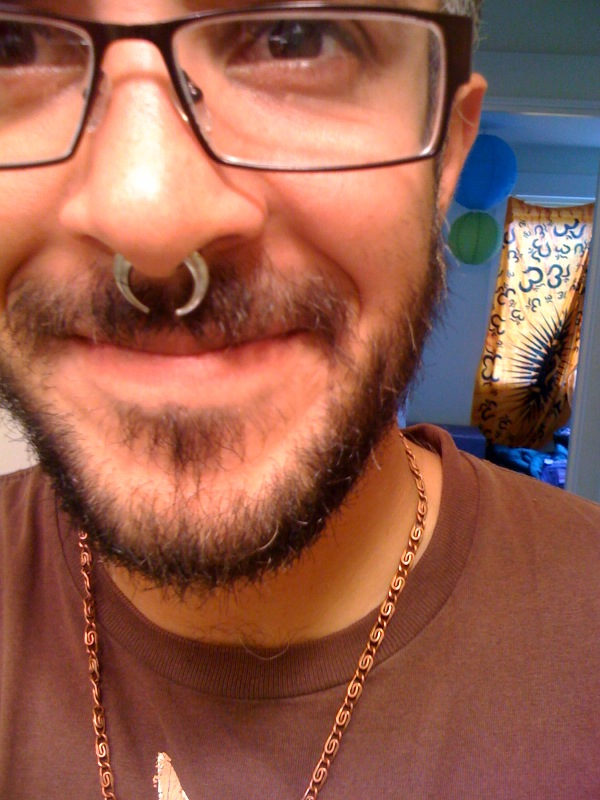
Nariz.
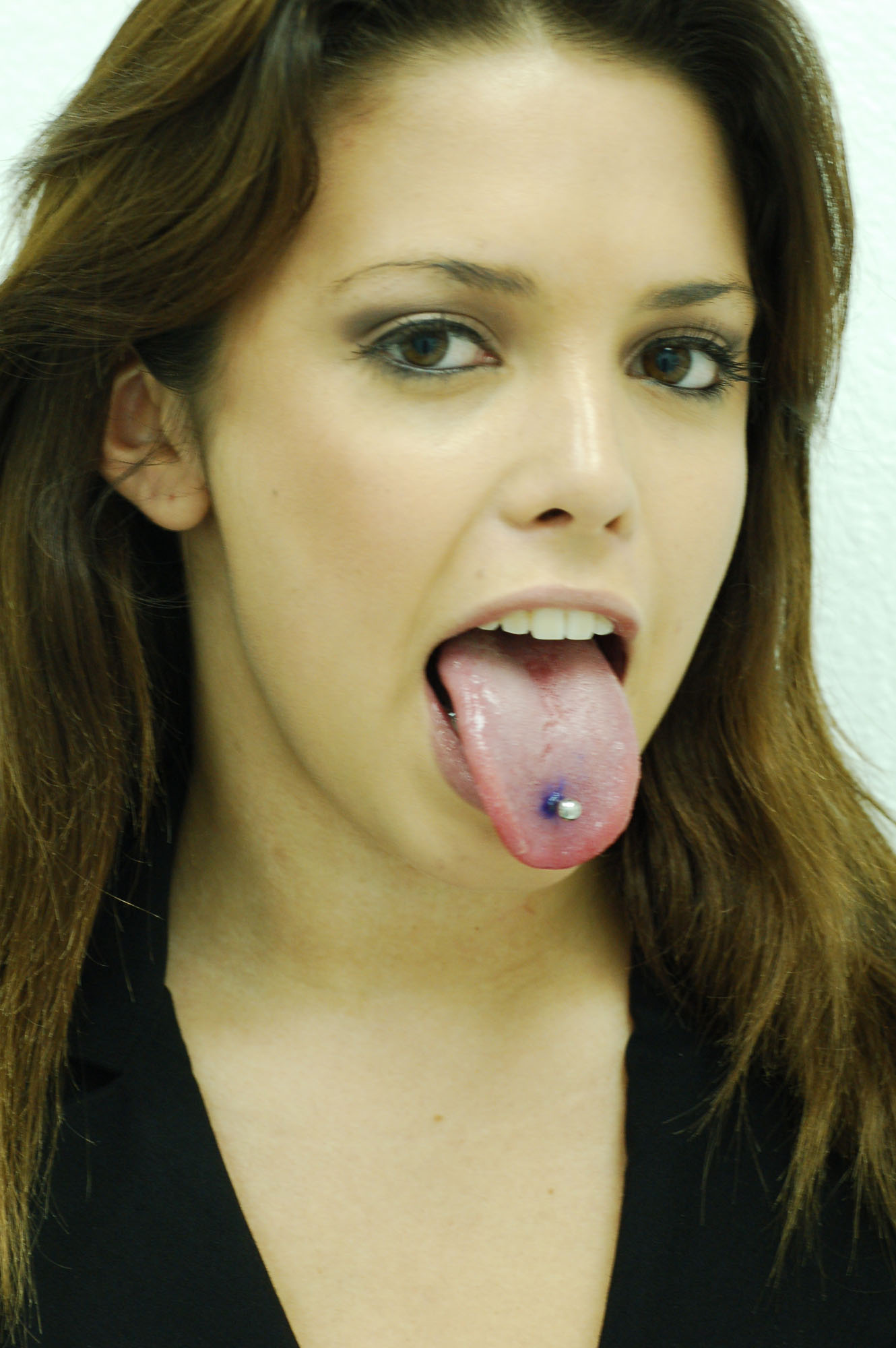
Lengua.
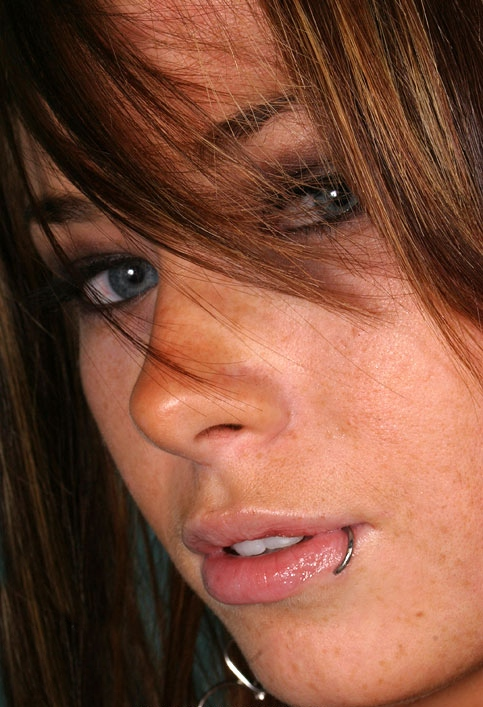
Labio.
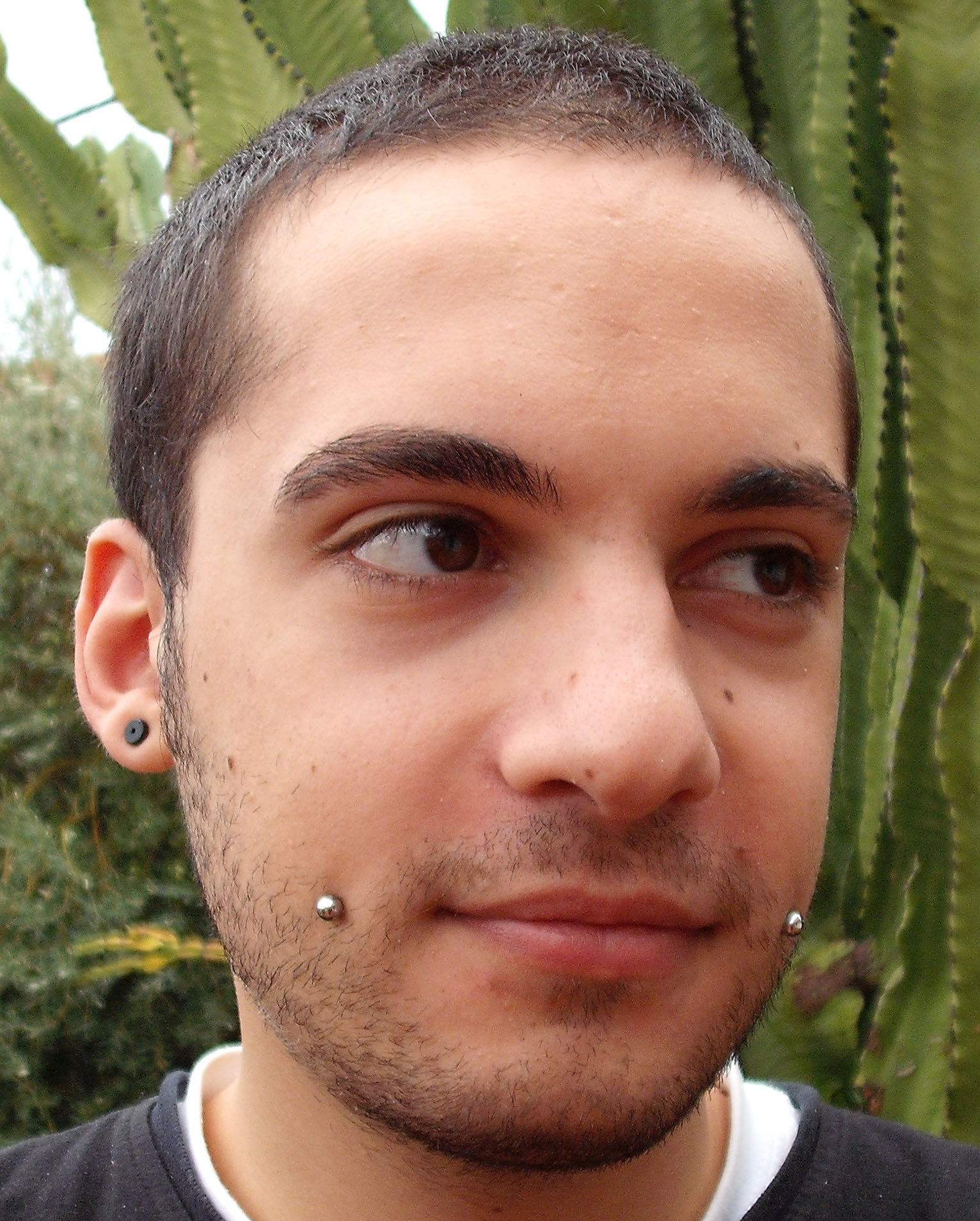
Mejilla.
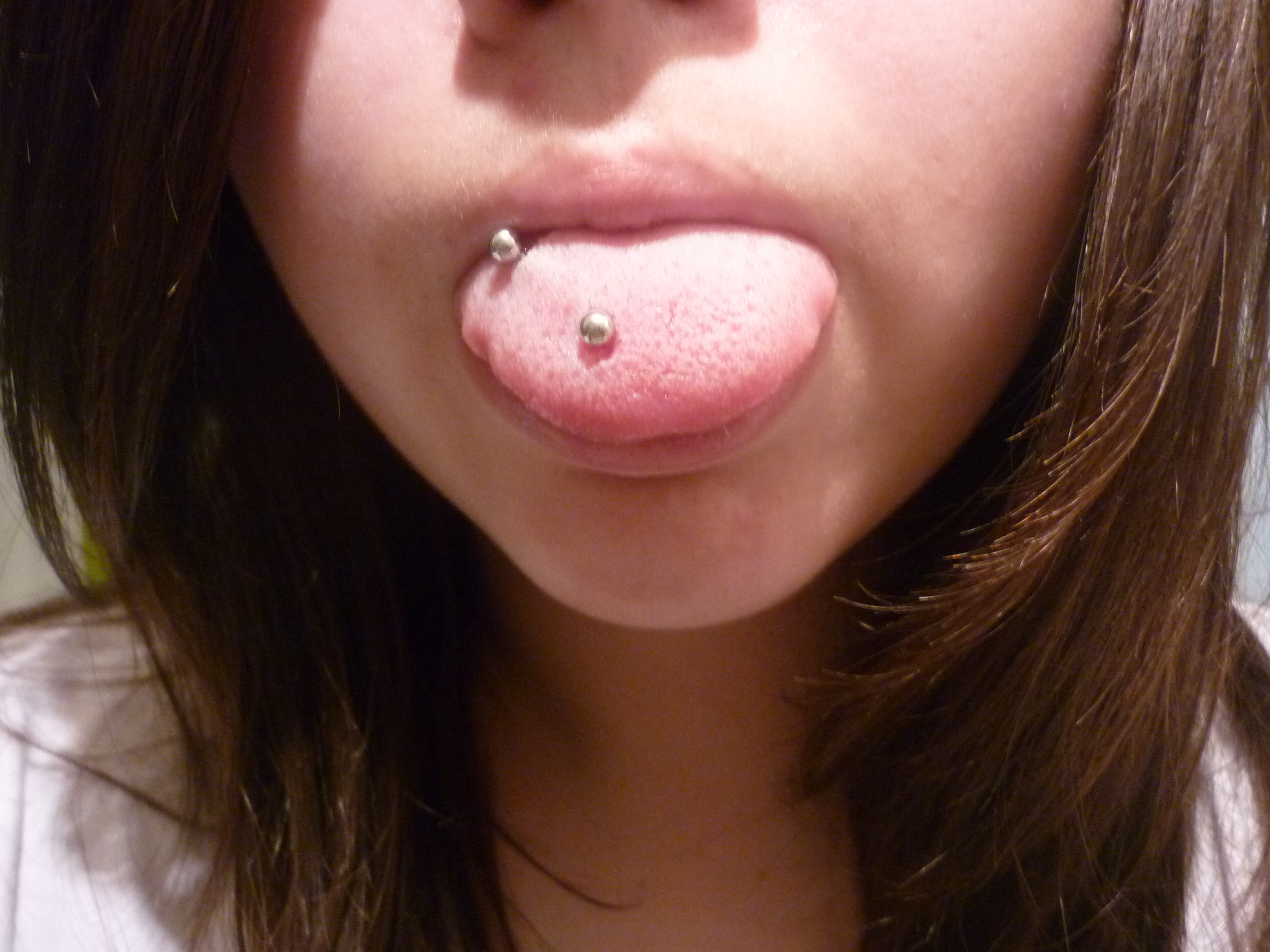
Lengua («banano de lado»).
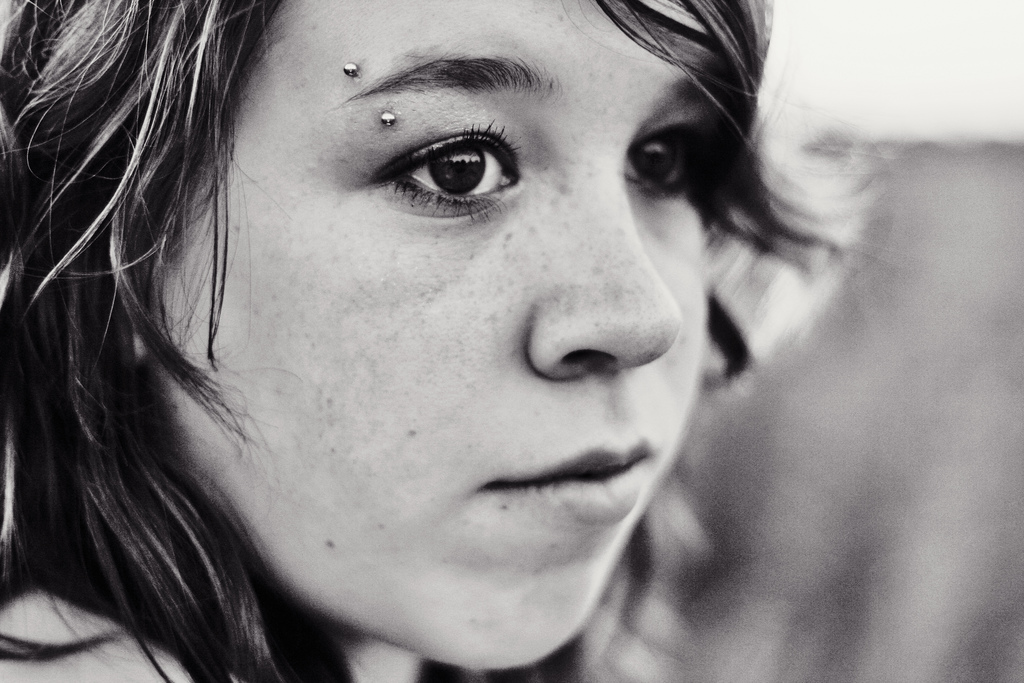
Ceja.
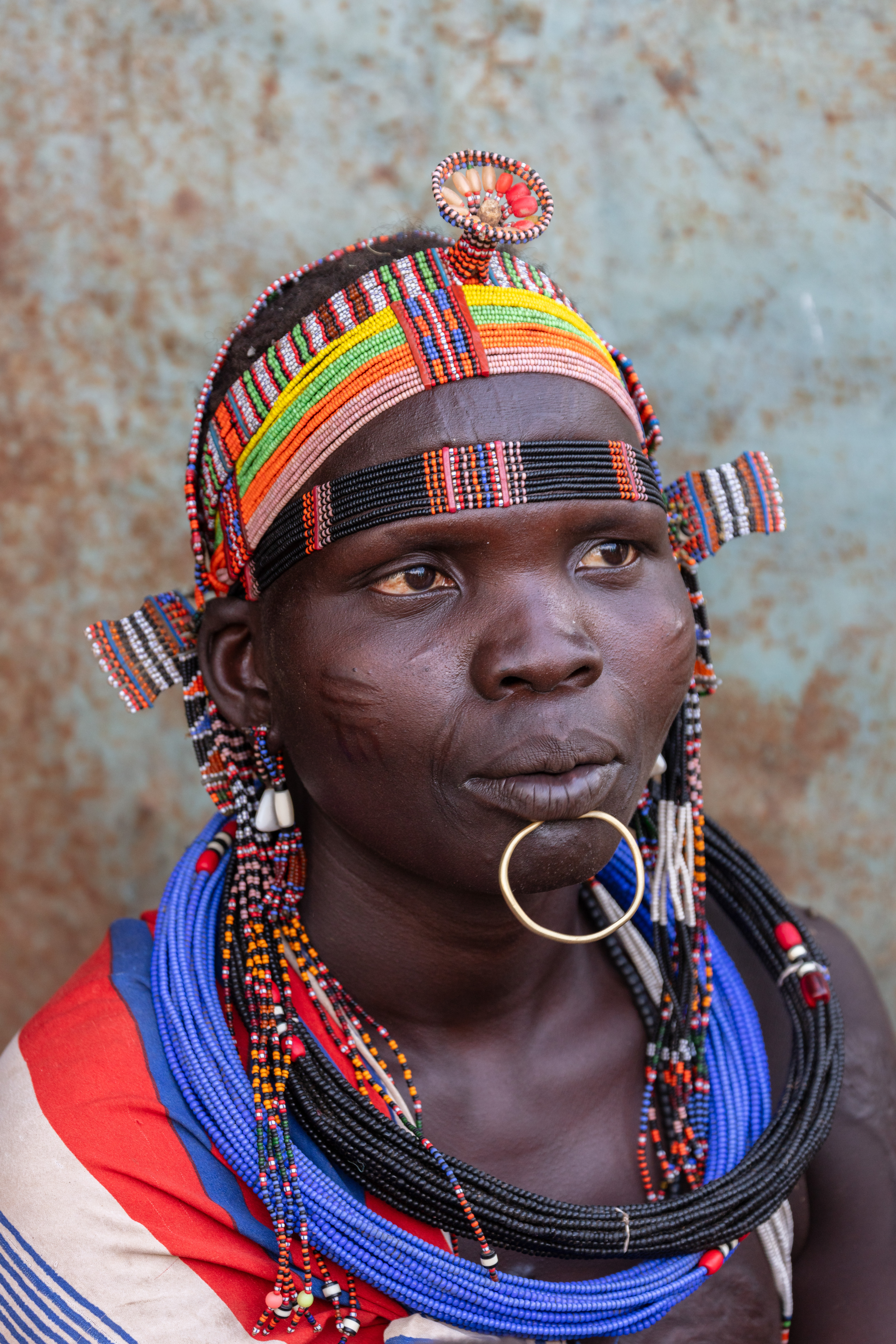
Barbilla

### Piercingde cuerpo y genitales (hombres y mujeres)

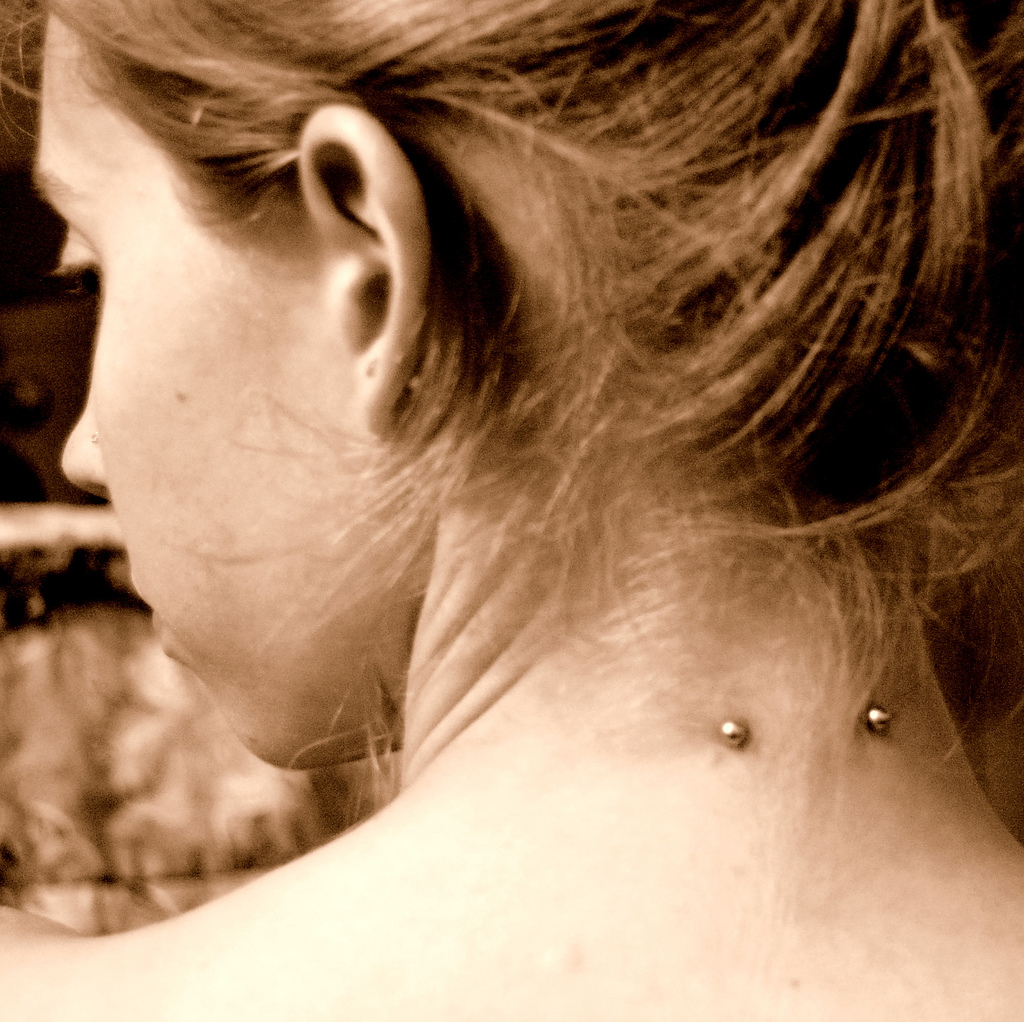
Nuca
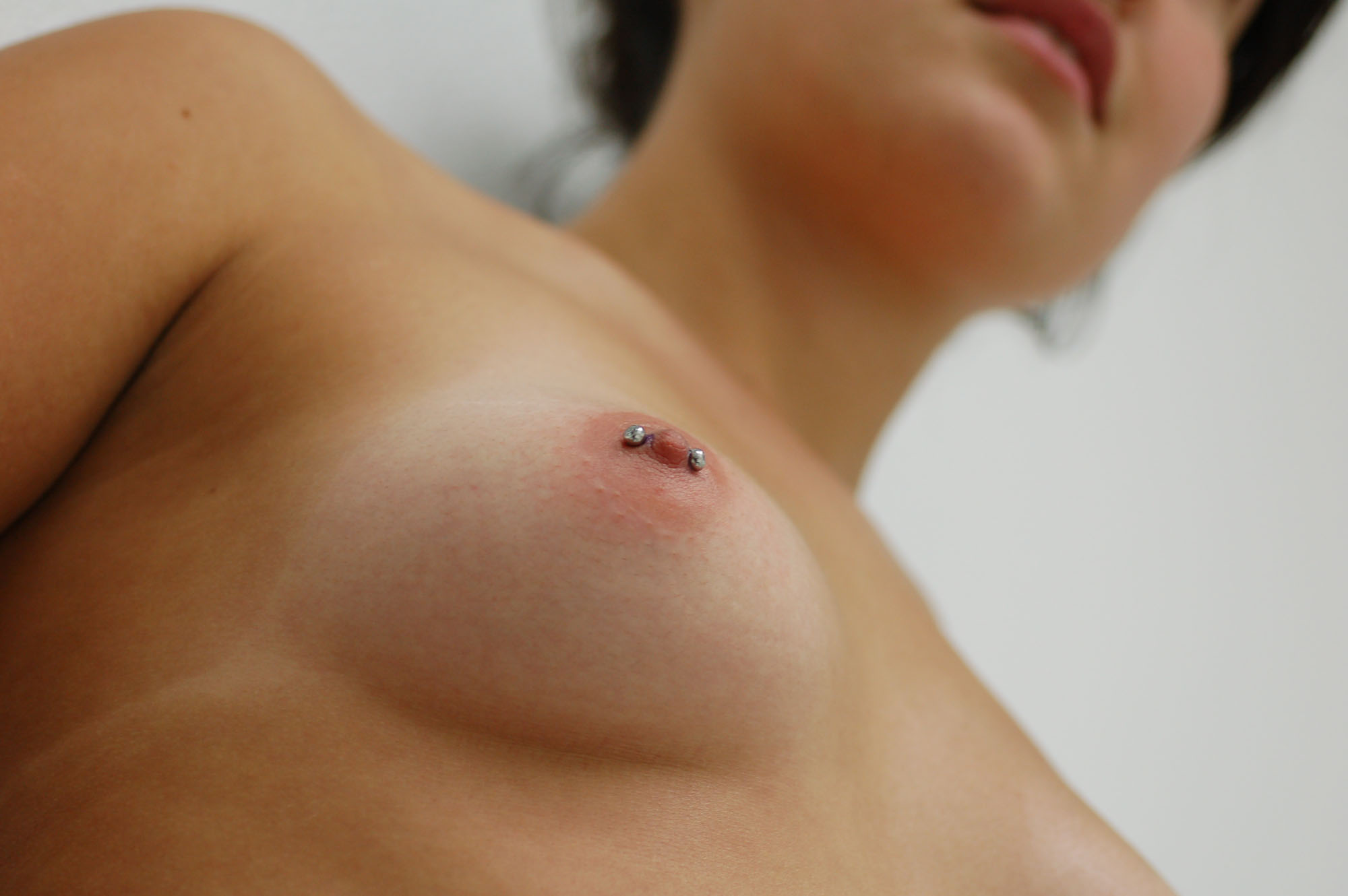
Pezón
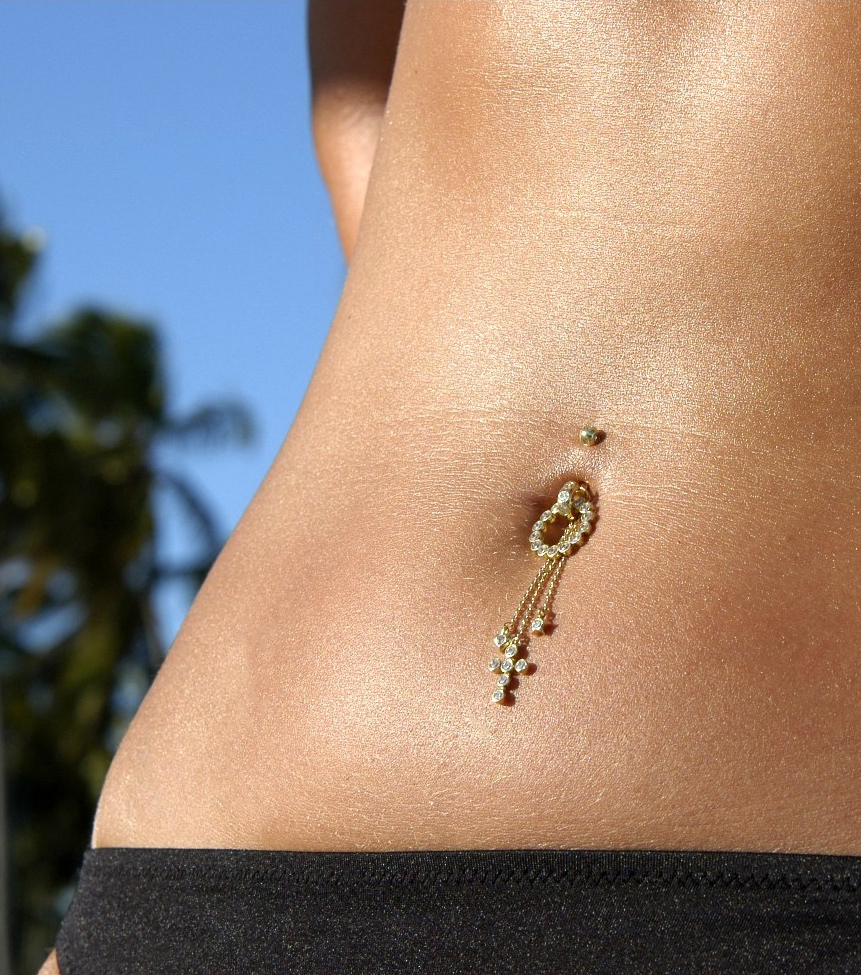
Ombligo
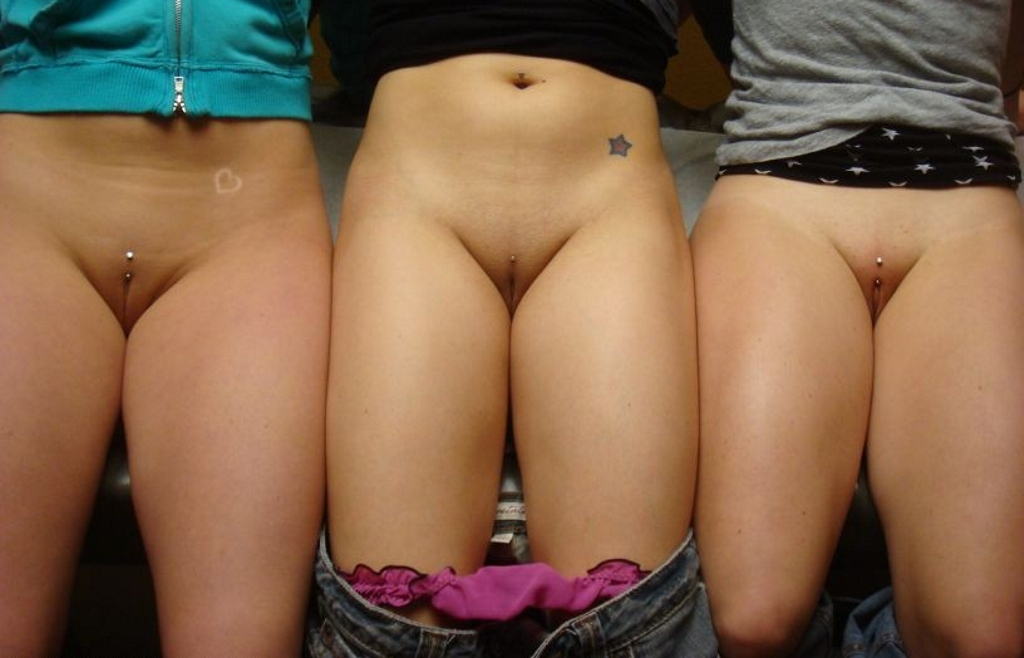
Genitales femeninos (Christina piercing y Nefertiti piercing [centro])
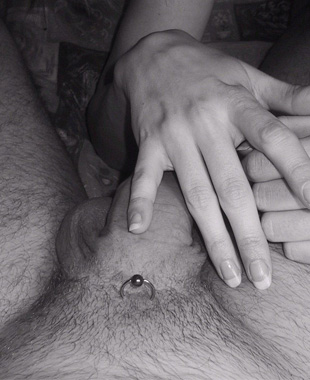
Genitales masculinos

### Piercingde boca
Piercing de la lengua
- Piercing web: se perfora a través del frenillo
- Piercing rim: se atraviesa verticalmente la lengua.
- Piercing snake: se perfora la punta de la lengua de lado a lado.

Piercings en los labios
- Labret horizontal: es un "surface" realizado de forma horizontal, del cual sobresalen dos piezas.
- Labret vertical: es una barra vertical que a traviesa el labio y emerge por debajo de este.
- Ashley: Se realiza en el centro del labio, atravesándolo de forma recta, solo sobresale una pieza.
- Labret: Es una sola perforación por debajo del labio inferior.
- Medusa: Es una sola perforación por encima del labio superior.
- Mordida de Ángel: Se realizan dos perforaciones, lado derecho e izquierdo, por encima del labio superior.
- Mordida de Serpiente: Se realizan dos perforaciones, lado derecho e izquierdo, por debajo del labio inferior.
- Mordida de Delfín: Se realizan dos perforaciones centradas por debajo del labio inferior.
- Mordida de Araña: Se realizan dos perforaciones, solo de un lado, por debajo del labio inferior.
- Mordida de Tiburón: Se realizan cuatro perforaciones, dos del lado derecho y dos del lado izquierdo, por debajo del labio inferior.
- Mordida de Canino: Se realizan cuatro perforaciones, dos por encima de cada lado del labio superior y dos por debajo de cada lado del labio inferior.
- Monroe: se hace en la parte superior del labio a modo de lunar, emulando el de Marilyn.
- Smile: Se perfora el frenillo del labio superior.

## Materiales del pendiente

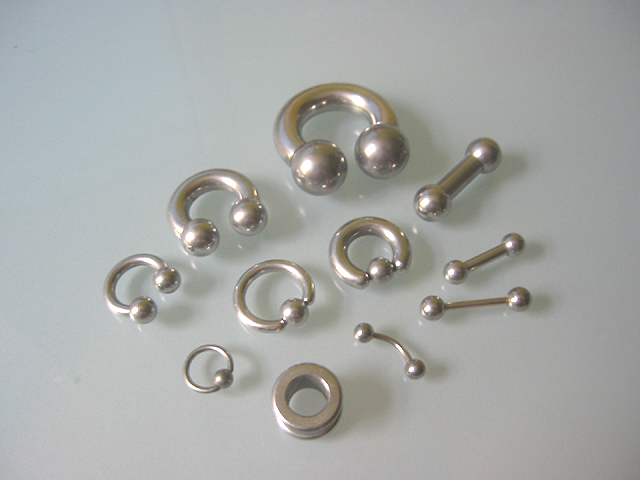
Varios estilos de la joyería

Los elementos del zarcillo suelen estar hechos de acero quirúrgico o titanio. A pesar de que el acero quirúrgico sea el material más utilizado, el titanio tiene la ventaja de tener una curación más rápida, tener menor peso, más variedad en colores y, de ser el material más biocompatible con el ser humano. 
A diferencia de la plata, la cual se recomienda no usar, facilita el ingreso de infecciones, y retrasa el proceso de cicatrización, además este material tiende algunas ocasiones a volverse negra con el tiempo, y con ella, la piel.
Otros materiales secundarios son el oro y el platino (más escasos por su valía) y la silicona plástica. Este último se recomienda para perforados bucales, ya que en otros lados del cuerpo tendería a infectarse (si está recién hecha la perforación). 
Además, su flexibilidad es más adecuada en ciertos lugares, donde uno de metal podría dañar la boca a causa de algún traumatismo, alguna de las desventajas es que se estropean relativamente rápido, y no suelen durar más de dos meses sin romperse, mientras que uno de titanio podría pasar años sin romperse.
Regularmente, suelen ser pequeños aros rematados con una esfera, metálicos o plásticos. Sin embargo los de mayor tamaño varían en forma y material.

## Riesgos de la perforación

### Infección en el área o infección sistémica portador de virus hepatitis C
Se puede producir una infección por varias causas, la más frecuente es que la herida permanece expuesta en una zona de ingreso fácil a microorganismos especialmente la hepatitis C que se adquiere por falta de higiene (instrumento mal esterilizado) y el contacto directo en sangre. No desinfectar la zona adecuadamente, no utilizar el antiséptico adecuado, no seguir el plan de cuidados para la perforación, atenciones para la cura posterior y utilizar objetos que hayan sido utilizados por terceras personas y no hayan pasado un proceso de esterilización se considera comportamiento de alto riesgo. Se deben seguir los cuidados estrictamente y aun así no es posible evitar infecciones que en ocasiones pueden llegar a ser muy graves. En las zonas labiales puede ocasionar algún desgarro en la encía con pérdida de hueso periodontal con daño permanente en incisivos inferiores y posteriormente la pérdida dental inminente. Se ha intentado utilizar perforados de plástico antitetánico sin ninguna ventaja aún. También hay que remarcar casos extremos como perdida del cartílago, infecciones estomacales, y en el sistema sanguíneo. Aun así, tomando precauciones siempre hay riesgos. El cáncer de hígado o hepatocarcinoma derivado por virus de hepatitis C se mantiene como una infección silenciosa y sin prácticamente síntomas hasta por veinte años posteriormente a la infección del virus.

### Reacciones alérgicas
Si se produce una reacción alérgica en la zona de contacto del objeto, se debe proceder a su retirada. Dependiendo de la zona, de su importancia, y de su permanencia, en el tiempo se deberá consultar a un médico. Si la reacción alérgica se produce en la lengua, o mucosas bucales, se deberá acudir de inmediato a un centro de urgencias sanitarias.

### Alteraciones en la cicatrización
Al realizar una incisión en la piel, una herida, se activan los factores de coagulación y cicatrización, estos últimos factores pueden, en algunos casos, alterarse por diferentes causas y producir un engrosamiento de la cicatriz, lo que se conoce como queloide.

### Riesgos médicos
- Perforación de un nervio o de un vaso sanguíneo.
- La perforación en el labio inferior puede provocar perdida de hueso periodontal en los incisivos inferiores con posterior pérdida dental.
- Desgarro por traumatismos de la joya insertada.
- Cáncer de lengua al trozar el aporte sanguíneo de los principales vasos y necrosis de la zona con daño irreparable.
- Edema de glotis por varias causas alergias, infecciones, se produce una inflamación de la lengua, la glotis, los tejidos de la boca "orofaringe" y como consecuencia, asfixia.
- Rechazo del cuerpo, ya que cada cuerpo actúa ante una joya de distintas maneras, puede ser que el cuerpo lo acepte y se cicatrice correctamente o lo rechace y al cabo de unos meses no puedas llevarlo más.

### Riesgos en la zona bucal
- Resección gingival: consiste en la retracción de las encías, dejando más superficie dental al descubierto. Esto causa el movimiento y posterior pérdida de piezas dentales.
- Enfermedad periodontal: el continuo contacto entre el diente y un objeto metálico puede causar la acumulación de placa bacteriana y por ello los problemas que esta trae.
- Traumatismos dentales: son bastante comunes y puede ir desde simple rozamiento hasta el astillamiento o la fractura de alguna pieza.
- Alteraciones del habla: el hecho de tener un piercing, sobre todo en la lengua, altera la pronunciación de algunas consonantes como R, N, T y L. Esto es debido al golpe que provoca la joya con el paladar.
- Maloclusiones dentales: el hecho de tener un cuerpo extraño en la cavidad oral modifica el movimiento de la lengua y así la posición de los dientes y por consecuente la mordida
- Halitosis: puesto que puede causar la acumulación de placa bacteriana también provoca mal aliento.
- Alteraciones del gusto: Al ser un objeto metálico perforado dentro de la boca es posible que afecte al sentido del gusto.
- Ingestión del piercing: puesto que son objetos desmontables, es posible que involuntariamente se acabe tragando el pirsin.[5]